# American Journal of Respiratory and Critical Care Medicine
L'American Journal of Respiratory and Critical Care Medicine è una rivista medifica peer-reviewed bisettimanale pubblicata in due volumi annuali dall'American Thoracic Society. È comunemente indicata come "Blue journal".
È una delle tre riviste pubblicate dalla American Thoracic Society, insieme all'American Journal of Respiratory Cell and Molecular Biology e all'Annals of the American Thoracic Society.

## Contenuto
La rivista copre la fisiopatologia e il trattamento delle malattie che colpiscono l'apparato respiratorio. La rivista pubblica anche articoli di revisione in varie forme. La recensione "State of the Art" è un trattato che di solito copre un vasto campo che porta la ricerca al banco in vista. Recensioni più brevi sono pubblicate come "Critical Care Perspectives" o "Polmonary Perspectives". Queste sono generalmente concentrate su un'area più limitata e anticipano un'opinione concertata sulla cura di un processo specifico. Le "Concise Clinical Reviews" forniscono una sintesi basata sull'evidenza della letteratura relativa ad argomenti di fondamentale importanza per la pratica di terapia polmonare, terapia intensiva e medicina del sonno. Sono pubblicati anche i risultati delle sperimentazioni cliniche. Le immagini che forniscono anticipi o contributi insoliti al campo sono pubblicate come "Images in Pulmonary, Critical Care, Sleep Medicine and the Sciences".
Recentemente la rivista ha incluso dibattiti di natura topica su questioni di importanza nella medicina polmonare e nella medicina di terapia intensiva e per l'appartenenza all'American Thoracic Society. Altre modifiche recenti hanno incluso l'incorporazione di opere dal campo della medicina per l'assistenza critica e l'estensione dell'organo di governo editoriale della politica della rivista ai colleghi al di fuori degli Stati Uniti.

## Storia
La rivista è stata fondata nel marzo del 1917 come American Review of Tuberculosis. Da allora ci sono state diverse modifiche al titolo. Nel 1953 fu aggiunto un sottotitolo, "A Journal of Pulmonary Diseases". Nel 1955 il titolo divenne l'American Review of Tuberculosis and Polmonary Diseases e nel 1959 cambiò in American Review of Respiratory Diseases (la "s" finale fu abbandonata nel 1966). Solo nel 1994 la rivista ha raggiunto il titolo attuale.
La rivista fu fondata dalla National Tuberculosis Association (che divenne l'American Lung Association (ALA)) che pubblicò la rivista dal 1917 fino al 1994 quando la sezione medica dell'ALA, l'American Thoracic Society, ne divenne l'editore.

## Redattori
Le seguenti persone sono state redattore capo della rivista:
- Edward R. Baldwin (1917-1922)
- Allen K. Krause (1922-1939)
- Max Pinner (1940-1947)
- Esmond R. Long (1948-1951)
- Walsh McDermott (1952-1972)
- Daniel S. Lucas (gennaio–giugno 1973)
- John F. Murray (1973-1979)
- Gareth M. Green (1980-1984)
- Reuben M. Cherniack (1985-1989)
- Robert A. Klocke (1989-1994)
- Alan R. Leff (1994-1999)
- Martin J. Tobin (1999-2004)
- Edward Abraham (2004-2009)[4]
- Jacob Iasha Sznajder (2010-2014)[5]
- Jadwiga A. Wedzicha (Imperial College London) (2015-2021)[6]
- Fernando J. Martinez (Weill Cornell Medicine) (2022-in carica)[7]

## Pubblicazione e indicizzazione
La rivista è pubblicata e indicizzata in:
- Academic OneFile[8]
- Academic Search[8]
- BIOSIS Previews[8]
- CAB Abstracts[9]
- Cambridge Scientific Abstracts
- Chemical Abstracts[2]
- CINAHL[10]
- Current Contents/Critical Care Medicine[11]
- Current Contents/Life Sciences[11]
- Elsevier BIOBASE[8]
- EMBASE[8]
- Global Health[12]
- Index Medicus/MEDLINE/PubMed[13]
- Science Citation Index[11]
- Scopus[8]
- Tropical Diseases Bulletin[14]

Secondo il Journal Citation Reports, la rivista nel 2016 ha avuto un fattore di impatto pari a 13.204, classificandola come 1° su 27 riviste nella categoria "Critical Care Medicine" e 1° su 54 riviste nella categoria "Respiratory System".